# モンテレプレ
モンテレプレ（イタリア語: Montelepre; シチリア語: Muncilebbri）は、イタリア共和国シチリア自治州パレルモ県にある、人口約6,100人の基礎自治体（コムーネ）。

## 地理

### 位置・広がり
パレルモ県北西部のコムーネ。州都・県都パレルモから西へ17km、アルカモから北東へ22kmの距離にある。

#### 隣接コムーネ
隣接するコムーネは以下の通り。
- カリーニ
- ジャルディネッロ
- モンレアーレ

## 人物

### 著名な出身者
- サルヴァトーレ・ジュリアーノ - 20世紀半ばの山賊。地元では「義賊」とされる。